# Horacio Czertok
Horacio Czertok (Comodoro Rivadavia, 1947) è un regista teatrale argentino naturalizzato italiano.
È direttore del gruppo teatrale “Teatro Nucleo”, fondato nel 1974 con sede a Ferrara. Il gruppo  pratica una ricerca teatrale basata sull'attore e rivolta anche a spettatori "non professionisti", nelle strade e piazze del mondo, anche nell'ambito psichiatrico e nel carcere, stilisticamente ispirato al teatro di V.E. Meyerch'old, Jerzy Grotowski e del Living Theatre.

## Biografia
Horacio Czertok è nato in Patagonia da una famiglia di oriundi polacchi e spagnoli. La sua attività teatrale cominciò a Comodoro Rivadavia nel 1969, con la creazione del "Grupo de Teatro Experimental" e la sua prima regia, "Juegos 1". SegueBuenos Aires nei primi anni settanta quando fu tra i fondatori della "Comuna Baires" e della rivista "Teatro 70". Nel 1973 la Comuna Baires è al Festival di Nancy (Francia) e poi a Monaco di Baviera, infine a Milano, dove Lotta Continua organizza una lunga tournée: inaugura con il suo spettacolo "Water Closet" ben 22 Circoli Ottobre, da Trieste a Siracusa.
Il primo incontro di Czertok con Jerzy Grotowski avvenne in Argentina all'inizio degli anni settanta, quando fu il suo traduttore nella conferenza durante il soggiorno del maestro a Buenos Aires. La Comuna Baires gradualmente ne approfondì le pratiche diventando anch'essa un “teatro laboratorio” . Con l'aumento della repressione politica in Argentina le compagnie teatrali si trovarono in difficoltà, lo stesso Czertok fu sequestrato e torturato dai militari. La Comuna Baires decise di esiliarsi in Italia e si produsse una scissione nel 1974. I membri fuoriusciti, Horacio Czertok e Cora Herrendorf fondano a Buenos Aires il Teatro Nucleo e la rivista "Cultura". Dopo il colpo di stato dei generali nel marzo del 1976 il Teatro Nucleo fu costretto a sospendere l'attività pubblica, anche se continuò a pubblicare la rivista Cultura e dopo una lunga permanenza in Europa -Festival Incontroazione di Palermo, Festival di Belgrado BITEF e una tournée in Italia nei circuiti alternativi - si stabilisce a Ferrara, chiamato da Antonio Slavich, direttore dell'Ospedale Psichiatrico, a fare parte dell'azione che doveva portare alla legge 180 e alla chiusura dei manicomi. Nel febbraio del 1978 ritorna in Argentina dove pubblica diversi articoli sull'Odin Teatret e sulla Riforma Psichiatrica italiana, riorganizza un laboratorio teatrale e pubblica nuovi numeri della rivista Cultura. Ad ottobre del 1978, davanti a minacce di morte , Czertok dovette lasciare il Paese con la famiglia. Il Teatro Nucleo fu ri-fondato a Ferrara dove nei locali dismessi dell'OPP il Teatro Nucleo crea il suo nuovo spazio teatrale.
Alla fine degli anni settanta il Teatro Nucleo aveva acquisito la fama di gruppo d'avanguardia provocatorio per alcuni spettacoli considerati "scandalosi". Nei primi anni ottanta, un periodo di collaborazione con Eugenio Barba e l'Odin Teatret determinò una svolta nel lavoro della compagnia. Czertok si concentrò maggiormente sulla sua “scuola di attori” e sulla ricerca di un metodo che fosse sintesi tra il metodo Stanislavskij  da un lato, e dall'altro le idee legate al Terzo Teatro e mutuate da Grotowski.
Il periodo di coabitazione e vicinanza con gli ospiti dell'istituto psichiatrico fu occasione per i primi laboratori sperimentali con malati di mente. Le attività erano sostenute dalla nuova dottrina appena introdotta da Franco Basaglia. A seguito di risultati incoraggianti e parzialmente in collaborazione con la Facoltà di Medicina dell'Università degli Studi di Ferrara nacque il "CETT" (Centro di Studio sul Teatro nelle Terapie).
Ha dedicato la produzione del suo gruppo alla creazione di spettacoli che favorissero l'incontro con gli spettatori non professionisti, così da generare un linguaggio teatrale improntato fortemente al momento e alla realtà dell'incontro, in particolare negli spazi aperti -strade, piazze, quartieri periferici. In circa cinquant'anni si è presentato in centinaia di città di tre continenti. Nel 1989 è stato al centro della realizzazione della Mir caravane (vedi sito specifico) sei mesi di viaggio insieme con 8 compagnie teatrali indipendenti della Spagna, la Francia, la Gran Bretagna, Burkina Faso, URSS, Cecoslovaquia e Polonia, con momenti di straordinaria potenza, come le presenze in Leningrado e Mosca, nella Praga con Vaclav Havel in libertà vigilata,  a Berlino al piede el Muro sulla Porta di Brandeburgo, per concludere a Parigi per la gran Festa del Bicentenario della Rivoluzione.
Horacio Czertok è attore e/o regista in circa venti delle produzioni della compagnia Teatro Nucleo, di cui è direttore. Tra gli aspetti più interessanti, la sua attività teorica e "di scuola", la personale rielaborazione del “metodo” Stanislavskij attraverso pratiche di laboratorio. Alcune delle esperienze di questi decenni furono raccolte in un volume (Teatro In Esilio, Bulzoni, I ed. 1999) Edizione inglese della ROUTLEDGE col titolo "Theatre of Exile" (2015).
È docente alla Clinica Psichiatrica dell'Università degli Studi di Ferrara in qualità di emerito studioso.
Dirige il Laboratorio Teatrale della Casa Circondariale "C.Satta" di Ferrara dal 2005, che realizza una attività formativa e di creazione di spettacoli in modo continuativo sino ad oggi. È stato il promotore della creazione del Coordinamento Regionale Teatro Carcere E-R, tuttora valido momento di riflessione e organizzazione delle attività.

## Opere
- (EN) Theatre of exile, London, New York, Routledge, Taylor & Francis Group, 2016, OCLC 919235623.
- con Roger Blin e Lynda Bellity Peskine, Artaud, Beckett, Genet e gli altri, Roma, Dino Audino, 2010, ISBN 9788875271794, OCLC 860611590.
- (DE) Teatro Nucleo: Expeditionen zur Utopie, Frankfurt a.M., Brandes und Apsel, 2002, ISBN 9783860997574, OCLC 76447397.
- "Szinhaz szamuzetesben- a Teatro Nucleo Szinhaz pedagogiai munkaja; editore : Kijarat Kiado, Budapest HU 2013
- "Teatro en el destierro", Comunidad editora Latinoamericana, BUenos Aires 2023
- "Libertà vo cercando" sul teatro carcere a Ferrara, ed SEB27 Torino 2022 -
- "ContraGigantes" dramaturgia sul "Don Chisciotte de la Mancha" di Miguel de Cervantes, ed SEB 27 Torino 2023